# Zavaljus
Zavaljus är ett släkte av skalbaggar som beskrevs av Edmund Reitter 1880. Zavaljus ingår i familjen trädsvampbaggar.
Släktet innehåller bara arten Zavaljus brunneus.